# Конгервілл (Іллінойс)
Конгервілл (англ. Congerville) — селище (англ. village) в США, в окрузі Вудфорд штату Іллінойс. Населення — 497 осіб (2020).

## Географія
Конгервілл розташований за координатами 40°37′0″ пн. ш. 89°12′15″ зх. д. / 40.61667° пн. ш. 89.20417° зх. д. (40.616560, -89.204153).  За даними Бюро перепису населення США в 2010 році селище мало площу 2,90 км², з яких 2,89 км² — суходіл та 0,01 км² — водойми. В 2017 році площа становила 2,51 км², з яких 2,50 км² — суходіл та 0,01 км² — водойми.

## Демографія
Згідно з переписом 2010 року, у селищі мешкали 474 особи в 172 домогосподарствах у складі 133 родин. Густота населення становила 163 особи/км².  Було 178 помешкань (61/км²).
Расовий склад населення:
| - 97,3 % — білих - 1,1 % — азіатів - 0,4 % — корінних американців - 0,4 % — чорних або афроамериканців |

До двох чи більше рас належало 0,6 %. Частка іспаномовних становила 1,9 % від усіх жителів.
За віковим діапазоном населення розподілялося таким чином: 29,7 % — особи молодші 18 років, 59,3 % — особи у віці 18—64 років, 11,0 % — особи у віці 65 років та старші. Медіана віку мешканця становила 32,4 року. На 100 осіб жіночої статі у селищі припадало 99,2 чоловіків;  на 100 жінок у віці від 18 років та старших — 105,6 чоловіків також старших 18 років.
Середній дохід на одне домашнє господарство  становив 77 586 доларів США (медіана — 70 114), а середній дохід на одну сім'ю — 82 920 доларів (медіана — 72 000). Медіана доходів становила 51 731 долар для чоловіків та 31 875 доларів для жінок. За межею бідності перебувало 1,7 % осіб, у тому числі 1,4 % дітей у віці до 18 років та 1,8 % осіб у віці 65 років та старших.
Цивільне працевлаштоване населення становило 241 осіб. Основні галузі зайнятості: виробництво — 17,4 %, освіта, охорона здоров'я та соціальна допомога — 16,6 %, роздрібна торгівля — 14,9 %, будівництво — 13,3 %.